# Tiltonsville (Ohio)
Tiltonsville es una villa ubicada en el condado de Jefferson en el estado estadounidense de Ohio. En el Censo de 2010 tenía una población de 1372 habitantes y una densidad poblacional de 952,76 personas por km².

## Geografía
Tiltonsville se encuentra ubicada en las coordenadas 40°10′20″N 80°41′52″O / 40.17222, -80.69778. Según la Oficina del Censo de los Estados Unidos, Tiltonsville tiene una superficie total de 1.44 km², de la cual 1.36 km² corresponden a tierra firme y (5.58%) 0.08 km² es agua.

## Demografía
Según el censo de 2010, había 1372 personas residiendo en Tiltonsville. La densidad de población era de 952,76 hab./km². De los 1372 habitantes, Tiltonsville estaba compuesto por el 97.59% blancos, el 0.58% eran afroamericanos, el 0.07% eran amerindios, el 0.07% eran asiáticos, el 0.07% eran isleños del Pacífico, el 0.22% eran de otras razas y el 1.38% pertenecían a dos o más razas. Del total de la población el 0.73% eran hispanos o latinos de cualquier raza.